# Marcodava egenaria
Marcodava egenaria là một loài bướm đêm trong họ Geometridae.